# Toni Wolter

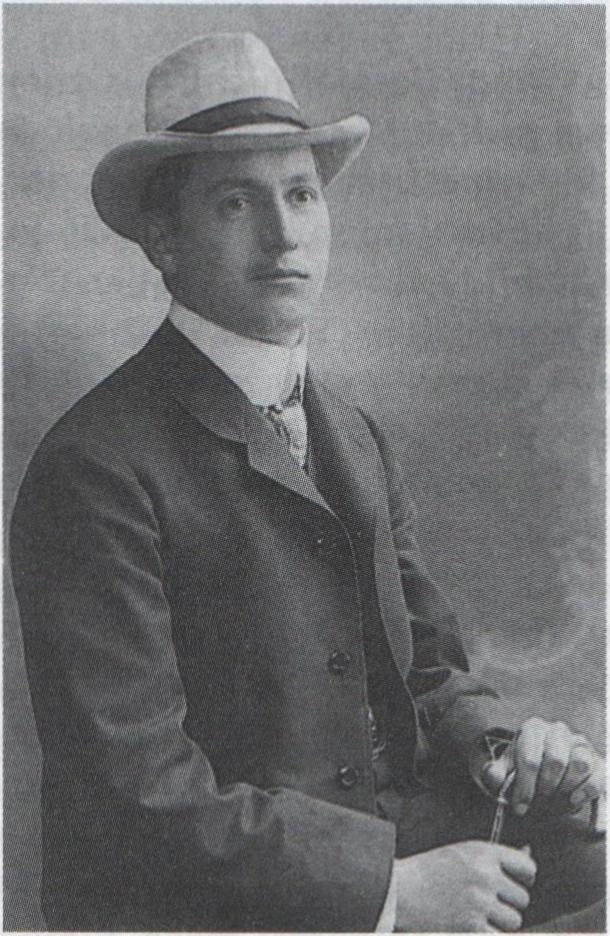
Toni Wolter (1907)

Anton „Toni“ Wolter (* 20. September 1875 in Friesdorf bei Bonn, Rheinprovinz; † 11. April 1929 in Rüngsdorf bei Bonn) war ein deutscher Landschaftsmaler der Düsseldorfer Schule. Bedeutung erlangten vor allem seine Industriebilder.

## Leben
Wolter, Sohn des Friesdorfer Bierbrauers Lorenz Wolter (1843–1905) und dessen Ehefrau, Elisabeth Christine, genannt „Stine“, geborene Pützfeld (1848–1905), Besitzerin der Godesberger Gaststätte „Zum Gambrinus“, entstammte einer angesehenen Familie, aus der unter anderem die Benediktiner Maurus und Placidus Wolter hervorgegangen waren. Bereits beim Besuch des Kindergartens fiel sein zeichnerisches Talent auf. Im Jahr 1882 wurde er auf der Burgschule in Godesberg eingeschult, anschließend ging er auf das Hubertinum, eine Godesberger Privatschule. Bei seiner Cousine Lina Frings erlernte er in den Schulferien in Moselweiß das Aquarellieren. Wegen schlechter Schulleistungen verließ er das Hubertinum vorzeitig und trat 1889 beim Malermeister Franz Le Roi in Godesberg eine Anstreicherlehre an, die Gesellenprüfung bestand er 1892. Danach ging er auf die Gewerbliche Fachschule der Stadt Köln, die Vorläuferin der Kölner Werkschulen, wo ihm die Studienbedingungen jedoch nicht zusagten, weshalb er sich kurzerhand entschloss, auf die Walz zu gehen. Die Wanderschaft führte ihn über Hannover, Berlin, München und Konstanz in die Schweiz und nach Italien, wo er die Toskana, Rom und Neapel bereiste.
Zurückgekehrt nach Godesberg arbeitete er als Schilder- und Dekorationsmaler. Als seine Eltern 1897 die Godesberger Gastwirtschaft aufgaben und ihre Anteile an der Friesdorfer Brauerei verkauften sowie nach Vallendar zogen, trat Wolter ein Studium an der Kunstakademie Düsseldorf an, wo Ernst Roeber und Willy Spatz ihn in der Elementarklasse unterrichteten. Mit Kommilitonen besuchte er die Weltausstellung Paris 1900. Danach ging er in die Landschafterklasse von Eugen Dücker. Er avancierte zu dessen Lieblingsschüler und durfte an einer Monumentallandschaft, die die Schifferbörse in Ruhrort in Auftrag gegeben hatte, mitarbeiten. Sein Studium unterbrach Wolter im Jahr 1902 für einige Monate, um bei dem norwegischen Maler Frits Thaulow die „nordische Naturauffassung“ kennenzulernen. Dort wurde er auch mit dem Landschaftsmaler Eugen Bracht bekannt. 1904 wurde Wolter studentisches Mitglied der Düsseldorfer Künstlervereinigung Malkasten. In Düsseldorf zählten Hans und Josef Kohlschein, Robert Seuffert, Walter Heimig, Richard Bloos, Max Westfeld, Carl Plückebaum und Ernst Inden zu seinem engeren Freundeskreis. In den Jahren 1904 bis 1907 wirkte er an der Organisation von Künstlerfesten im Malkasten-Haus mit, etwa an dem „Fest der schwarzen Tulpe“ und an dem Festspiel „Im Reiche des Tanzes“. 1913 wurde Wolter ordentliches Mitglied des Malkastens. Dort lernte er auch seine Frau kennen, die Landschaftsgärtnerin Else Schlesinger (1881–1918), Tochter des deutsch-amerikanischen Industriellen Adolf Schlesinger (1840–1922), die er 1907 heiratete. Im gleichen Jahr ging er für eine kurze Zeit nach Dresden, um als Assistent von Eugen Bracht zu arbeiten. Durch diesen kam er mit der Industriemalerei in Berührung. In dieser Zeit wurden seine Landschaftsgemälde in Bonner und Düsseldorfer Kunstgalerien erfolgreich ausgestellt. 1908 begann er im Auftrag eines Verwandten, des Benediktiners Placidus Wolter, mit Gemälden für das Kloster Beuron. Auf Anraten seines Schwiegervaters beteiligte sich Wolter in Düsseldorf an dem Atelier für Theatermalerei „Die Bühne“, ein Engagement, das sich als finanzieller Fehlschlag erwies und aus dem er 1909 ausschied. Mit dem erlösten Geld finanzierte er zunächst die Einrichtung einer Fremdenpension und eines Ateliers in Düsseldorf. Kurz darauf zogen Wolter und seine Frau jedoch in eine Hütte in der Eifel, wo sie ebenfalls Betten vermieteten.

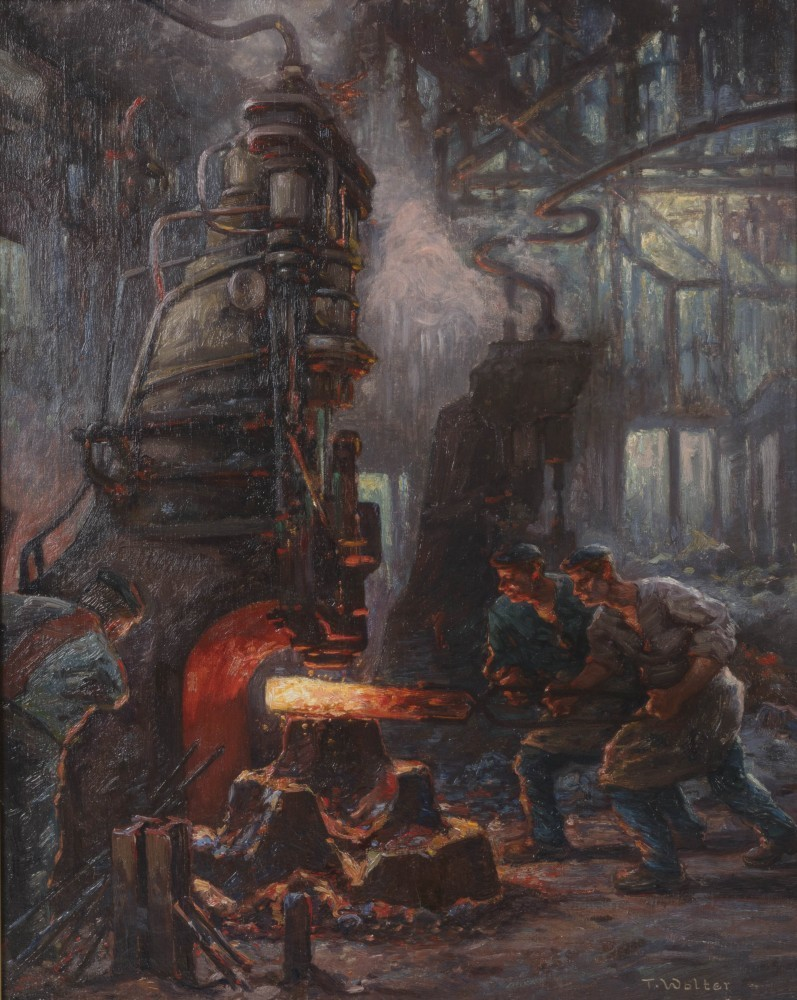
Arbeiter im Dampfhammerwerk

Den Winter 1910 verbrachten sie in Santa Margherita Ligure. 1911 wurden Wolter in Rapallo eine Erkrankung an Gelenkrheuma und ein Herzklappenfehler attestiert. In der Künstlerkolonie von Rapallo verkehrte er unter anderem mit Gerhart Hauptmann, Siegfried und Cosima Wagner sowie den Landschaftsmalern Hans Thoma und Gustav Schönleber. Von Rapallo reiste das Ehepaar Wolter weiter nach Rom, Neapel und Pompeji, wo farbenfrohe Studien zu den späteren „Italienbildern“ entstanden. 1912 weilte das Paar in Karlsruhe, wo es ein Atelier und eine Stadtwohnung anmietete. Von dort aus erfolgten Reisen in deutsche Mittelgebirgslandschaften, auch zum Kloster Beuron, wo das Paar zeitweise wohnte. 1914, zum Beginn des Ersten Weltkriegs, wurde Wolter „nicht kriegsverwendungsfähig“ geschrieben. Im Werdohler Stanz- und Hammerwerk seines Schwiegervaters begann er als technischer Zeichner zu arbeiten und in Form von Skizzen Fabrikabläufe zu studieren. In dieser Zeit entstand sein erstes großes Ölgemälde, Das alte Dampfhammerwerk. Häufige Erkrankung führte bald dazu, dass er in Werdohl von der Arbeit freigestellt wurde und zu seiner Frau nach Karlsruhe zog. Dort wurde 1915 die Tochter Brigitta geboren. 1916 zog die Familie in ein großes Haus nach Hüfingen um, wo 1918 die Zwillinge Gottfried und Wolfgang geboren wurden. Bei der Frühgeburt der Zwillinge verstarb Ehefrau Else im Wochenbett. Zusätzlich stürzte Wolter der Verlust von Kriegsanleihen in eine Krise, die er durch den Notverkauf von Bildern in den Griff bekam. Weil er wegen der Rheinlandbesetzung zunächst nicht zu Verwandten nach Godesberg ziehen durfte, entschloss er sich, mit seinen Kindern übergangsweise eine Unterkunft in Karlsruhe zu beziehen.
Erst 1919 gelang es ihm, eine Genehmigung zum Umzug nach Godesberg zu erhalten, wo er 1920 mit Mitteln seines Schwiegervaters ein Haus in der Karl-Finkelnburg-Straße erwarb. 1921 lernte er die Malerin und Musikpädagogin Marthe Sauer kennen, die Tochter des Wiesbadener Architekten August Sauer und Nichte des Salzgitterer Bohrunternehmers Anton Raky, die er 1922 heiratete. In dieser Zeit beschäftigte er sich erneut mit der Industriemalerei und schuf Ansichten des Rheinischen Braunkohlereviers. Im Auftrag von Raky malte er 1923/1924 dessen Bohrtürme in Nienhagen. Rakys Geschäftsfreund, der Großindustrielle Paul Silverberg, beauftragte ihn, weitere „Braunkohlenbilder“ zu malen. Auf Vermittlung des Bad Nauheimer Kurarztes Franz Groedel, mit dem Wolter seit 1911 befreundet war, erhielt er 1925 von dem deutsch-amerikanischen Großindustriellen Henry K. Janssen den Auftrag, dessen Textilmaschinenfabrik „Wyomissing Industries“ (Thun & Janssen) in Wyomissing (Pennsylvania) zu malen. Über New York reisten Wolter und seine Frau im September 1925 dorthin. In kurzer Zeit entstanden 15 kleine und mittelgroße Ölgemälde des Unternehmens sowie einige reizvolle Landschaftsbilder, die Toni Wolter später der Familie seines Auftraggebers schenkte. Zur Ausführung von drei großen, wandfüllenden Gemälden kam es nicht mehr, da zunächst die ungünstige Witterung (Schneefall) und dann eine plötzliche Herzschwäche Toni Wolter an weiterer Arbeit hinderte. Auf der Heimreise, die das Paar im November 1925 antrat, erhielt Wolter von den US-Militärbehörden die Erlaubnis, von Governors Island aus ein Bild der Skyline New Yorks zu malen.
Nach Rückkehr aus den Vereinigten Staaten erfreute sich Wolter reger Nachfrage aus der Industrie. Die Rheinbraun AG, die I.G. Farben, das RWE, Energiebetriebe in Bitterfeld und Lausitz sowie einige große Stadtwerke bestellten Porträts ihrer Industrieanlagen, die man auf Messen, Kongressen, vor allem aber in Geschäftsberichten veröffentlichen konnte. 1928 erreichte Wolter den Höhepunkt seiner künstlerischen Anerkennung, als er zur Jahrestagung des Vereins Deutscher Ingenieure im Folkwang-Museum Essen mit „Braunkohlebildern“ auf der Ausstellung „Kunst und Technik“ vertreten war. Auch Kölner Galerien stellten seine Industrielandschaften aus. Nachdem sich Wolter im Januar 1929 bei einem Besuch bei seiner Tochter Brigitta eine schwere Erkältung zugezogen hatte, verschlechterte sich sein Gesundheitszustand. Er begab sich daraufhin in eine Privatklinik nach Blankenheim an der Ahr, wo seine letzten Bilder entstanden. 54-jährig verstarb er im April 1929 in Rüngsdorf bei Bonn, wohin er wegen einer Nierenbeckenentzündung verlegt worden war. Seine Beisetzung erfolgte auf dem Burgfriedhof in Godesberg im Familiengrab.

## Werke (Auswahl)
- Das alte Dampfhammerwerk, 1914
- Braunkohlebilder, 1920er Jahre
- Wyomissing Industries, 1925